# Can Mallorca del Bosc
Can Mallorca del Bosc és una obra de Massanes (Selva) inclosa a l'Inventari del Patrimoni Arquitectònic de Catalunya.

## Descripció
Edifici aïllat, situat en un terreny alçat, a tocar el terme de Riudarenes.
De planta quadrangular, té dos cossos que sobresurten als laterals, i consta de planta baixa i dos pisos. Gran part de la coberta ha desaparegut, però es pot intuir que era a dues vessants i en teula àrab.
La masia es troba en unes condicions deplorables i inclòs, tots els elements ornamentals com llindes i brancals han estat espoliats. Ara només es pot contemplar la forma quadrangular de les finestres.
A la part posterior dreta, hi ha una torre quadrada de quatre plantes, que antigament s'utilitzava per a la vigilància del bosc, ja que la zona està molt amenaçada pels incendis.

## Història
Durant la segona meitat del segle xix s'hi va celebrar algun ple municipal.
La finca tenia una petita part agrícola, i la resta era forestal.
Fa uns cinquanta anys que es troba deshabitada.